# Andrena mephistophelica
Andrena mephistophelica là một loài Hymenoptera trong họ Andrenidae. Loài này được Cameron mô tả khoa học năm 1897.